# Torneo Apertura 1997 (Chile)
El Torneo Apertura de la Primera División de 1997 fue el primero de los dos torneos disputados en la primera categoría del fútbol profesional chileno en el año 1997.
El campeón del torneo fue Universidad Católica, que logró su estrella número 7. 
Fue el debut y antecedente directo de los actuales torneos cortos. Este formato que es igual al formato argentino, solo duró por este año, pero se retomaría en 2002, con la adopción de la modalidad mexicana y el estreno de los play-offs hasta 2012.
Colo-Colo y Universidad Católica que precisamente definieron este torneo en una final en partidos de ida y vuelta, también aprovecharon de representar a Chile en la Copa Libertadores 1997, donde se enfrentaron 4 veces (2 en la fase de grupos y otros 2 en cuartos de final y el saldo fue con 2 triunfos albos, 1 triunfo cruzado y un empate). Colo Colo llegó hasta las semifinales, mientras que Universidad Católica llegó hasta los cuartos de final, donde fue eliminado por sus compatriotas del equipo albo.
En este torneo participaron 16 equipos, que jugaron en una ronda en un sistema de todos-contra-todos.
El campeón de cada torneo (Apertura y Clausura) consigue un cupo directo para la Copa Libertadores 1998.
Los descensos a Primera B se definen al final de la temporada con una tabla acumulada, que reúne los puntajes de ambos torneos.

## Ascensos y descensos
| Pos | Ascendidos de la Primera B de Chile 1996 |
| --- | ---------------------------------------- |
| 1°  | Deportes La Serena                       |
| 2°  | Deportes Puerto Montt                    |

| Pos | Descendidos en la temporada 1996 |
| --- | -------------------------------- |
| 15º | Deportes La Serena               |
| 16º | Everton                          |

## Equipos por región
| Región               | N.º | Equipos                                                                                           |
| -------------------- | --- | ------------------------------------------------------------------------------------------------- |
| Región Metropolitana | 6   | Audax Italiano, Colo-Colo, Palestino, Unión Española, Universidad Católica y Universidad de Chile |
| Antofagasta          | 2   | Cobreloa y Deportes Antofagasta                                                                   |
| Coquimbo             | 2   | Coquimbo Unido y Deportes La Serena                                                               |
| Biobío               | 2   | Deportes Concepción y Huachipato                                                                  |
| Los Lagos            | 2   | Provincial Osorno y Deportes Puerto Montt                                                         |
| Valparaíso           | 1   | Santiago Wanderers                                                                                |
| Araucanía            | 1   | Deportes Temuco                                                                                   |

|
| Audax Italiano Universidad de Chile Colo-Colo Universidad Católica Unión Española Palestino |

## Tabla final
| Pos | Equipo                | PJ | PG | PE | PP | GF | GC | Dif | Pts |
| --- | --------------------- | -- | -- | -- | -- | -- | -- | --- | --- |
| 1   | Universidad Católica  | 15 | 11 | 4  | 0  | 36 | 13 | 23  | 37  |
| 2   | Colo-Colo             | 15 | 11 | 4  | 0  | 27 | 12 | 15  | 37  |
| 3   | Universidad de Chile  | 15 | 8  | 6  | 1  | 31 | 14 | 17  | 30  |
| 4   | Deportes Temuco       | 15 | 7  | 1  | 7  | 26 | 18 | 8   | 22  |
| 5   | Cobreloa              | 15 | 6  | 4  | 5  | 26 | 22 | 4   | 22  |
| 6   | Deportes Concepción   | 15 | 6  | 4  | 5  | 21 | 26 | -5  | 22  |
| 7   | Huachipato            | 15 | 5  | 5  | 5  | 20 | 17 | 3   | 20  |
| 8   | Coquimbo Unido        | 15 | 6  | 2  | 7  | 28 | 26 | 2   | 20  |
| 9   | Santiago Wanderers    | 15 | 4  | 8  | 3  | 24 | 24 | 0   | 20  |
| 10  | Deportes La Serena    | 15 | 5  | 3  | 7  | 23 | 25 | -2  | 18  |
| 11  | Provincial Osorno     | 15 | 3  | 8  | 4  | 16 | 18 | -2  | 17  |
| 12  | Palestino             | 15 | 4  | 4  | 7  | 12 | 24 | -12 | 16  |
| 13  | Audax Italiano        | 15 | 3  | 3  | 6  | 21 | 24 | -3  | 15  |
| 14  | Unión Española        | 15 | 4  | 1  | 10 | 15 | 35 | -20 | 13  |
| 15  | Deportes Puerto Montt | 15 | 2  | 4  | 9  | 18 | 29 | -11 | 10  |
| 16  | Deportes Antofagasta  | 15 | 2  | 2  | 11 | 14 | 31 | -17 | 8   |

PJ=Partidos jugados; PG=Partidos ganados; PE=Partidos empatados; PP=Partidos perdidos; GF=Goles a favor; GC=Goles en contra; Dif=Diferencia de gol; Pts=Puntos
|  | Juega final por el campeonato |

## Final por el Campeonato
Como Universidad Católica y Colo-Colo finalizaron la fase regular del torneo con el mismo puntaje, se tuvo que jugar una serie de partidos de definición. El ganador se corona campeón y clasifica a la Copa Libertadores 1998.
| 8 de julio de 1997 | Colo-Colo | 1:0 (0:0) | Universidad Católica | Estadio Monumental David Arellano, Santiago (Macul)       |                                                           |
|                    | Basay 90' |           |                      | Asistencia: 30.000 espectadores Árbitro(s): Mario Sánchez | Asistencia: 30.000 espectadores Árbitro(s): Mario Sánchez |

### Partido de ida
| COLO-COLO 1                                         | UNIVERSIDAD CATÓLICA 0    |
| --------------------------------------------------- | ------------------------- |
| Marcelo Ramírez                                     | Nelson Tapia              |
| Mario Salas                                         | Caté                      |
| Pedro Reyes                                         | Dante Poli                |
| Juan Carlos González                                | Javier Margas             |
| Francisco Rojas                                     | Nelson Garrido            |
| Emerson Pereira                                     | Nelson Parraguez          |
| Marcelo Espina                                      | Jaime Pizarro             |
| Marcelo Barticciotto 87'                            | Alejandro Osorio          |
| José Luis Sierra                                    | Ricardo Lunari 77'        |
| Richard Zambrano 70'                                | David Bisconti            |
| Ivo Basay 90'                                       | Alberto Acosta            |
| DT: Gustavo Benítez                                 | DT: Fernando Carvallo     |
| Cambios: · Luka Tudor 70' · Juan Carlos Alegría 87' | Cambios: · Mario Lepe 77' |
| Amonestados: Reyes González Salas                   | Amonestados: Lepe         |

| 10 de julio de 1997 | Universidad Católica                  | 3:0 (2:0) (Global 3:1) | Colo-Colo | Estadio Nacional, Santiago (Ñuñoa)                  |                                                     |
|                     | Acosta 2' · Bisconti 24' · Lunari 82' |                        |           | Asistencia: 45.000 espectadores Árbitro(s): M. Peña | Asistencia: 45.000 espectadores Árbitro(s): M. Peña |

### Partido de vuelta
| 1          | POR        | Nelson Tapia      |     |
| 17         | DEF        | Caté              |     |
| 7          | DEF        | Nelson Parraguez  |     |
| 15         | DEF        | Javier Margas     |     |
| 16         | DEF        | Nelson Garrido    |     |
| 6          | MED        | Mario Lepe        |     |
| 5          | MED        | Jaime Pizarro     |     |
| 23         | MED        | Alejandro Osorio  |     |
| 8          | MED        | Ricardo Lunari    |     |
| 11         | DEL        | David Bisconti    | 66' |
| 9          | DEL        | Alberto Acosta    |     |
| Entrenador | Entrenador | Fernando Carvallo |     |

| 1          | POR        | Marcelo Ramírez      |     |
| 2          | DEF        | Francisco Fernández  |     |
| 3          | DEF        | Pedro Reyes          |     |
| 18         | DEF        | Marco Villaseca      | 34' |
| 17         | MED        | Francisco Rojas      |     |
| 5          | MED        | Emerson Pereira      |     |
| 8          | MED        | Marcelo Espina       |     |
| 7          | MED        | Marcelo Barticciotto | 68' |
| 10         | MED        | Jose Luis Sierra     |     |
| 9          | DEL        | Richard Zambrano     | 68' |
| 11         | DEL        | Ivo Basay            |     |
| Entrenador | Entrenador | Gustavo Benítez      |     |

| 10 | DEL | Luis Pérez | 66' |

| 25 | POR | Claudio Arbiza | 34' |
| 24 | DEL | Luka Tudor     | 68' |
| 13 | DEL | Manuel Neira   | 68' |

| Anotado | 2'  | Alberto Acosta | 1–0 |
| Anotado | 24' | David Bisconti | 2–0 |
| Anotado | 82' | Ricardo Lunari | 3–0 |

| Amonestado | 8'  | Ricardo Lunari |
| Expulsado  | 82' | Ricardo Lunari |

| Expulsado  | 31' | Marcelo Ramírez      |
| Amonestado | 36' | Marcelo Espina       |
| Amonestado | 64' | Marcelo Barticciotto |

| Árbitro             | Luis Mariano Peña |
| Árbitros asistentes | Jorge Díaz        |
| Árbitros asistentes | Juan Riquelme     |
| Cuarto Árbitro      | Christian Lemus   |

| 1          | POR        | Nelson Tapia      |     |
| 17         | DEF        | Caté              |     |
| 7          | DEF        | Nelson Parraguez  |     |
| 15         | DEF        | Javier Margas     |     |
| 16         | DEF        | Nelson Garrido    |     |
| 6          | MED        | Mario Lepe        |     |
| 5          | MED        | Jaime Pizarro     |     |
| 23         | MED        | Alejandro Osorio  |     |
| 8          | MED        | Ricardo Lunari    |     |
| 11         | DEL        | David Bisconti    | 66' |
| 9          | DEL        | Alberto Acosta    |     |
| Entrenador | Entrenador | Fernando Carvallo |     |

| 1          | POR        | Marcelo Ramírez      |     |
| 2          | DEF        | Francisco Fernández  |     |
| 3          | DEF        | Pedro Reyes          |     |
| 18         | DEF        | Marco Villaseca      | 34' |
| 17         | MED        | Francisco Rojas      |     |
| 5          | MED        | Emerson Pereira      |     |
| 8          | MED        | Marcelo Espina       |     |
| 7          | MED        | Marcelo Barticciotto | 68' |
| 10         | MED        | Jose Luis Sierra     |     |
| 9          | DEL        | Richard Zambrano     | 68' |
| 11         | DEL        | Ivo Basay            |     |
| Entrenador | Entrenador | Gustavo Benítez      |     |

| 10 | DEL | Luis Pérez | 66' |

| 25 | POR | Claudio Arbiza | 34' |
| 24 | DEL | Luka Tudor     | 68' |
| 13 | DEL | Manuel Neira   | 68' |

| Anotado | 2'  | Alberto Acosta | 1–0 |
| Anotado | 24' | David Bisconti | 2–0 |
| Anotado | 82' | Ricardo Lunari | 3–0 |

| Amonestado | 8'  | Ricardo Lunari |
| Expulsado  | 82' | Ricardo Lunari |

| Expulsado  | 31' | Marcelo Ramírez      |
| Amonestado | 36' | Marcelo Espina       |
| Amonestado | 64' | Marcelo Barticciotto |

| Árbitro             | Luis Mariano Peña |
| Árbitros asistentes | Jorge Díaz        |
| Árbitros asistentes | Juan Riquelme     |
| Cuarto Árbitro      | Christian Lemus   |

## Campeón
| Bandera de Chile     |
| Universidad Católica |
| 7° título            |

## Goleadores
| Jugador            | Equipo                | Goles |
| ------------------ | --------------------- | ----- |
| David Bisconti     | Universidad Católica  | 15    |
| Walter Otta        | Deportes Puerto Montt | 11    |
| Alberto Acosta     | Universidad Católica  | 10    |
| Sergio Gioino      | Provincial Osorno     | 9     |
| Rodrigo Barrera    | Universidad de Chile  | 9     |
| Pedro González     | Cobreloa              | 8     |
| Richart Báez       | Universidad de Chile  | 7     |
| Juan Carlos Madrid | Coquimbo Unido        | 7     |
| Ivo Basay          | Colo-Colo             | 6     |
| Fernando Vergara   | Colo-Colo             | 6     |
| Jorge Contreras    | Santiago Wanderers    | 6     |
| Juan Castillo      | Deportes Temuco       | 6     |

### Hat-Tricks & Pókers
Aquí se encuentra la lista de hat-tricks y póker de goles (en general, tres o más goles marcados por un jugador en un mismo encuentro) conseguidos en la temporada.
| Fecha                 | Jugador            | Goles | Partido                                     |
| --------------------- | ------------------ | ----- | ------------------------------------------- |
| 16 de febrero de 1997 | Marcelo Fracchia   | 3     | Deportes Antofagasta vs. Deportes Temuco    |
| 24 de marzo de 1997   | David Bisconti     | 3     | Universidad Católica vs Unión Española      |
| 9 de marzo de 1997    | Walter Otta        | 3     | Palestino vs Deportes Puerto Montt          |
| 16 de marzo de 1997   | Hugo Brizuela      | 3     | Audax Italiano vs Deportes Antofagasta      |
| 29 de marzo de 1997   | Richart Báez       | 3     | Universidad de Chile vs Unión Española      |
| 5 de abril de 1997    | Juan Carlos Madrid | 3     | Coquimbo Unido vs Deportes Puerto Montt     |
| 12 de abril de 1997   | Alberto Acosta     | 4     | Universidad Católica vs Deportes Concepción |
| 31 de mayo de 1997    | Rodrigo Barrera    | 3     | Universidad de Chile vs Santiago Wanderers  |

## Estadísticas
- El equipo con mayor cantidad de partidos ganados: Universidad Católica y Colo-Colo 11 triunfos.
- El equipo con menor cantidad de partidos perdidos: Universidad Católica y Colo-Colo 0 derrotas.
- El equipo con menor cantidad de partidos ganados: Deportes Puerto Montt y Deportes Antofagasta 2 triunfos.
- El equipo con mayor cantidad de partidos perdidos: Deportes Antofagasta 11 derrotas.
- El equipo con mayor cantidad de empates: Provincial Osorno y Santiago Wanderers 8 empates.
- El equipo con menor cantidad de empates: Deportes Temuco y Unión Española 1 empate.
- El equipo más goleador del torneo: Universidad Católica 36 goles a favor.
- El equipo más goleado del torneo: Unión Española 35 goles en contra.
- El equipo menos goleado del torneo: Colo-Colo 12 goles en contra.
- El equipo menos goleador del torneo: Palestino 12 goles a favor.
- Mejor diferencia de gol del torneo: Universidad Católica convirtió 23 goles más de los que recibió.
- Peor diferencia de gol del torneo: Unión Española recibió 20 goles más de los que convirtió.
- Mayor goleada del torneo: Deportes Temuco 6-1 Deportes La Serena, Universidad Católica 7-2 Deportes Concepción, Universidad de Chile 5-0 Deportes Concepción .